# شهرستان جیانهو
شهرستان جیانهو (به لاتین: Jianhu County) یک منطقهٔ مسکونی در چین است که در یانچنگ واقع شده‌است.